# Moment (album)
Pour les articles homonymes, voir Moment.
Albums de SPEED
Rise
(29 avril 1998) Carry On My Way
(22 déc. 1999)
Bandes originales par SPEED
Andromedia
(5 août 1998)
Singles
1. Alive
Sortie : 1er juillet 1998
2. All My True Love
Sortie : 28 octobre 1998

Moment (écrit en capitales : MOMENT), sous-titré The Best Album, est le premier album compilation du groupe SPEED, sorti fin 1998.

## Présentation
L'album, écrit, composé et produit par Hiromasa Ijichi, sort le 16 décembre 1998 au Japon sur le label Toy's Factory, dans un boitier spécial de type digipack avec un livret de photos en supplément. Il atteint la 1re place du classement des ventes de l'Oricon, reste classé pendant 28 semaines, et se vend à plus de deux millions d'exemplaires. Il restera l'album le plus vendu du groupe, devant Rise sorti huit mois plus tôt.
C'est une compilation qui contient dans le désordre les chansons-titres des huit singles du groupe sortis jusqu'alors, ainsi que deux de leurs "faces B", une autre chanson tirée du premier album Starting Over, et une nouvelle version de la chanson du single White Love en plus de la version originale ; cette nouvelle version, située en fin d'album, est suivie de sa version instrumentale, titre caché qui n'est pas indiqué dans les crédits. La chanson-titre du single Wake Me Up! et la "face B" de White Love (Namaiki, jusqu'alors inédite en album) sont cependant remaniées sur l'album.
Huit des chansons présentes figuraient déjà sur les deux premiers albums Starting Over et Rise, certaines dans des versions remixées ; la chanson de l'avant dernier single Alive était déjà parue sur la bande originale du film Andromedia sortie quatre mois auparavant, tandis que celle du dernier single d'alors All My True Love ne figure que sur cette compilation. Les chansons-titres des singles figureront aussi sur les compilations d'adieu Dear Friends 1 et Dear Friends 2 qui sortiront seize mois plus tard.

## Liste des titres
Toutes les chansons sont écrites et composées par Hiromasa Ijichi, arrangées par Yasutaka Mizushima.
| 1.  | White Love                                                   | 5e single / album Rise                         | 5:38 |
| 2.  | All My True Love (ALL MY TRUE LOVE)                          | 8e single (inédit en album original)           | 5:21 |
| 3.  | Steady (STEADY)                                              | 2e single / album Starting Over                | 5:19 |
| 4.  | Wake Me Up! (growin’up! mix)                                 | 4e single (version remaniée) / remixé sur Rise | 5:06 |
| 5.  | Alive (ALIVE)                                                | 7e single / BO Andromedia Original Soundtrack  | 5:08 |
| 6.  | Body & Soul                                                  | 1er single / album Starting Over               | 5:05 |
| 7.  | Namaiki (Ai Version) (ナマイキ（愛♡♡♡Version）)              | Face B du 5e single (version remaniée)         | 4:07 |
| 8.  | Go! Go! Heaven                                               | 3e single / remixé sur Starting Over           | 5:13 |
| 9.  | Nettaiya (熱帯夜)                                            | Face B du 4e single / album Rise               | 3:05 |
| 10. | Luv Vibration                                                | De l'album Starting Over                       | 4:18 |
| 11. | My Graduation (my graduation)                                | 6e single / remixé sur Rise                    | 5:44 |
| 12. | White Love (Christmas Standard)                              | Nouvelle version inédite du 5e single          | 6:02 |
| 13. | White Love (Christmas Standard) - instrumental (titre caché) | Version instrumentale inédite                  | 5:58 |